# Anea (ciudad)

Mapa con algunas de las antiguas ciudades griegas en Jonia, donde se aprecia la ubicación de Anea, al sur de Maratesio, frente a Samos.

Anea (griego antiguo, Ἄναια, Ἀναία) fue una antigua ciudad griega de Jonia. 
Según menciona Pausanias, los de Éfeso, comandados por Androclo, obtuvieron una victoria frente a Samos y expulsaron a los habitantes de la isla, que se dirigieron, en parte a fundar Samotracia y en parte a Anea, que fortificaron. Diez años después, los de Anea volvieron a atacar Samos, expulsaron de ella a los efesios y recuperaron la isla.
Estrabón, por su parte, localiza Anea cerca del Panionio y dice que Anea pertenecía antes a los efesios y en su época pertenecía a los samios, que la habían cambiado a los efesios por la ciudad de Maratesio. Se desconoce la fecha en que se produjo este intercambio de ciudades.
En la guerra del Peloponeso, Anea estaba habitada por samios que habían sido desterrados de su isla tras una rebelión en 439 a. C. y que apoyaban a los espartanos en la guerra. El ejército del ateniense Lisicres fue atacado por carios y aneitas, mientras recaudaba fondos y atravesaba, desde Miunte, la llanura del río Meandro. Lisicres y parte del ejército resultaron muertos en el ataque. Por otra parte, una embajada de Anea se dirigió en 428 a. C. a Éfeso para interceder por los prisioneros que tenía en su poder el espartano Álcidas, le hicieron ver que muchos de esos prisioneros habían sido forzados a ser aliados de los atenienses y que tratándoles mal no conseguiría que sus enemigos pasaran a ser aliados suyos. Álcidas atendió las peticiones de los embajadores de Anea y liberó muchos prisioneros. En el año 411 a. C., los espartanos contaron entre su flota con una nave aneita.
El Periplo de Pseudo-Escílax cita también Anea como perteneciente al territorio de Samos.